# Austin Osprey Triplane
L 'Austin Osprey Triplane est un chasseur triplan monoplace britannique de la Première Guerre mondiale également connu comme Austin A.F.T.3 
Cet appareil dessiné en 1917 sur initiative privée pour concurrencer le Sopwith Snipe, de construction bois entoilée, se caractérisait par un court fuselage soigneusement profilé derrière le capot du moteur rotatif 9 cylindres Bentley B.R.2 de 230 ch et le fait que les 6 plans soient interchangeables. L’armement comprenait 2 mitrailleuses Vickers synchronisées et une Lewis semi-mobile fixée devant le pilote sur le longeron arrière du plan médian. 
Les essais débutèrent en février 1918, révélant rapidement des performances inférieures à celles du Snipe. Un seul des trois prototypes fut donc achevé [X15].

### Aéronefs comparables
- Armstrong Whitworth Armadillo
- Boulton Paul Bobolink (en)
- Nieuport B.N.1 (en)
- Sopwith Snipe